# Erik Bergvall

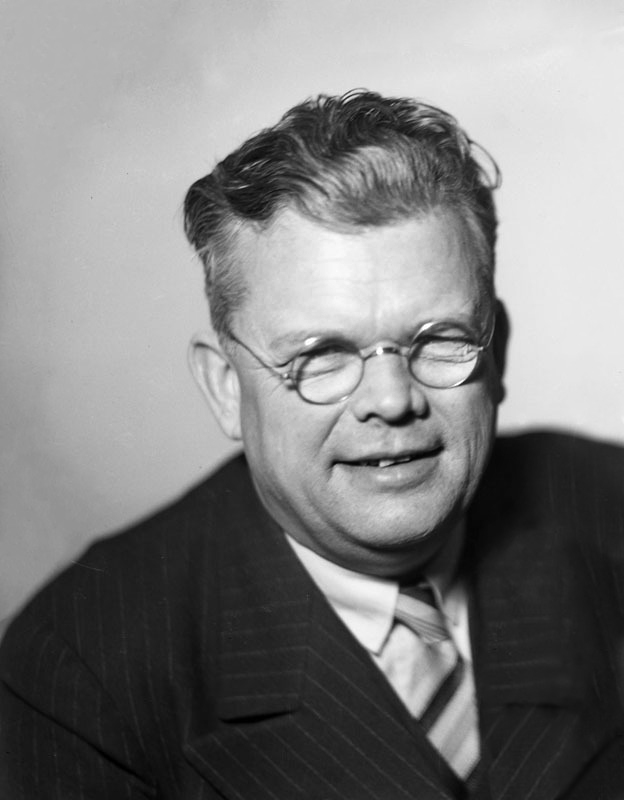
Erik Bergvall

Erik Bergvall (* 7. April 1880 in Västerfärnebo, Provinz Västmanland; † 4. Februar 1950 in Bromma) war ein schwedischer Wasserballspieler, Journalist, Autor und Sportfunktionär.
Bergvall belegte bei den Olympischen Spielen 1908 im Wasserball mit dem schwedischen Team den dritten Platz. 1906 und 1909 wurde er schwedischer Meister im Wasserball.
Bergvall zählte 1908 zu den Gründern der Fédération Internationale de Natation Amateur (FINA) und war bis 1928 Vorstandsmitglied des Verbands. Bereits 1904 gründete er den Svenska Simförbundet, den schwedischen Schwimmverband, dessen Sekretär er zwischen 1904 und 1908 war und dem er von 1909 bis 1932 als Präsident vorstand. Dem Vorstand des Schwedischen Sportverbands (Svenska gymnastik och idrottsföreningarnas riksförbund) gehörte Bergvall von dessen Gründung 1903 bis 1945 an. Dem schwedischen NOK gehörte er als assistant secretary von dessen Gründung 1913 bis 1924 an. Bereits 1906 war er bei einem Vorläufer des heutigen schwedischen NOKs in selber Position tätig.
Von 1916 bis 1945 arbeitete er als Geschäftsführer des Stockholmer Olympiastadions. Als Journalist arbeitete er für die Sportzeitung Nordiskt Idrottslif von 1900 bis 1903 und von 1905 bis zu deren Einstellung im Jahre 1920. Er war der Herausgeber des offiziellen Berichts der Olympischen Spiele 1912 in Stockholm und war bei über 30 Büchern als Autor oder Herausgeber verantwortlich. Für die Olympischen Spiele von 1920 bis 1948 brachte Bergvall ebenfalls Berichte heraus, einige davon im Auftrag des Nationalen Olympischen Komitees Schwedens.
Das vor allem bei den Olympischen Spielen 1920 angewandte Bergvall-System ist eine von ihm erdachte Turnierform die auf dem K.-o.-System basiert und die er nach sich benannte. Dabei wird zur Bestimmung der Platzierungen jeweils ein weiteres Turnier im K.-o.-System ausgetragen an dem alle Mannschaften teilnehmen dürfen, die am jeweils unmittelbar besser Platzierten scheiterten.